# Davis Cup 1928
In 1928 werd het toernooi om de Davis Cup  voor de 23e keer gehouden. De Davis Cup is het meest prestigieuze tennistoernooi voor landen dat sinds 1900 elk jaar wordt georganiseerd.
Frankrijk won voor de tweede keer de Davis Cup (destijds nog de International Lawn Tennis Challenge genoemd) door in de finale de Verenigde Staten met 4-1 te verslaan.
De deelnemers strijden in twee verschillende regionale zones tegen elkaar. De twee zonewinnaars spelen in het interzonaal toernooi tegen elkaar. De winnaar daarvan speelt tegen de regerend kampioen om de Davis Cup.

## Finale
Frankrijk -  Verenigde Staten 4-1 (Parijs, Frankrijk, 27-29 juli)

## Interzonaal Toernooi
Verenigde Staten -  Italië 4-1 (Parijs, Frankrijk, 20-22 juli)

## België
België speelt in de Europese zone.
| datum      | tegenstander | uitslag | locatie | groep   | ronde    | winst/verlies |
| ---------- | ------------ | ------- | ------- | ------- | -------- | ------------- |
| 06-05-1928 | Roemenië     | 0-5     | uit     | EUR udt | 1e ronde | v             |

België werd al in de eerste ronde uitgeschakeld en speelt ook volgend jaar in het regionale kwalificatietoernooi.

## Nederland
Nederland speelt in de Europese zone.
| datum      | tegenstander      | uitslag | locatie | groep   | ronde        | winst/verlies |
| ---------- | ----------------- | ------- | ------- | ------- | ------------ | ------------- |
| 24-06-1928 | Tsjecho-Slowakije | 2-3     | uit     | EUR udt | halve finale | v             |
| 09-06-1928 | Oostenrijk        | 3-0     | thuis   | EUR udt | kwartfinale  | w             |
| 20-05-1928 | Hongarije         | 3-2     | thuis   | EUR udt | 2e ronde     | w             |
| 12-05-1928 | Ierse Vrijstaat   | 5-0     | uit     | EUR udt | 1e ronde     | w             |

Nederland bereikte de halve finale van de Europese zone.
| niveau 1 | niveau 2 | niveau 3 | niveau 4 | niveau 5 |

Algemeen · Opzet · Finales · Winnaars 
 België ·  Nederland ·  Aruba ·  Nederlandse Antillen 

1900 · 1901 · 1902 · 1903 · 1904 · 1905 · 1906 · 1907 · 1908 · 1909 · 1910 · 1911 · 1912 · 1913 · 1914 · 1915 · 1916 · 1917 · 1918 · 1919 · 1920 · 1921 · 1922 · 1923 · 1924 · 1925 · 1926 · 1927 · 1928 · 1929 · 1930 · 1931 · 1932 · 1933 · 1934 · 1935 · 1936 · 1937 · 1938 · 1939 · 1940 · 1941 · 1942 · 1943 · 1944 · 1945 · 1946 · 1947 · 1948 · 1949 · 1950 · 1951 · 1952 · 1953 · 1954 · 1955 · 1956 · 1957 · 1958 · 1959 · 1960 · 1961 · 1962 · 1963 · 1964 · 1965 · 1966 · 1967 · 1968 · 1969 · 1970 · 1971 · 1972 · 1973 · 1974 · 1975 · 1976 · 1977 · 1978 · 1979 · 1980 · 1981 · 1982 · 1983 · 1984 · 1985 · 1986 · 1987 · 1988 · 1989 · 1990 · 1991 · 1992 · 1993 · 1994 · 1995 · 1996 · 1997 · 1998 · 1999 · 2000 · 2001 · 2002 · 2003 · 2004 · 2005 · 2006 · 2007 · 2008 · 2009 · 2010 · 2011 · 2012 · 2013 · 2014 · 2015 · 2016 · 2017 · 2018 · 2019 · 2020-2021 · 2022 · 2023 · 2024 · 2025